# سكون (فلم)
سكون هو فيلم روائي قصير، من أعمال المخرجة الفلسطينية دينا ناصر، والمنتجة بتول إبراهيم، مدته 19 دقيقة. يهدف إلى تكوين مساحة رقمية تُمكن الصُم من الاتصال والتعبير بسهولة، وتساعدهم في مشاركة قصصهم ووجهات نظرهم، ويسعى لتسليط الضوء على التحديات التي يواجهها ذوي الاحتياجات الخاصة في مواجهة العنف الجسدي والتحرش. وهو مستوحى من قصة حقيقية لينقل الصمت والضجيج المخفي في حياة الصُم. وحاز على جائزة في برنامج الأجيال في مهرجان برلين السينمائي الدولي، ومنحة الإنتاج في الدورة السابعة من صندوق الأردن. نال الفيلم أفضل فيلم خليجي قصير في ختام مهرجان الشارقة السينمائي في أكتوبر 2023. ويعد تعاون مشترك بين الأردن ومصر في السينما القصيرة.

## قصة الفيلم
تدور أحداث الفيلم حول فتاة صماء في الحادية عشر من عمرها تُدعى هند، وتجيد رياضة الكاراتيه، فتتعرض للتحرش من قبل المدرب في نادي الكاراتيه، مما يؤدي لحدوث تغيير كبير في حياتها يحطم مساحتها الآمنة، فتواجه صعوبات في التعامل مع العالم حولها، وتبدأ في التفكير والعمل لاستعادة القوة والثقة من حولها. نظمت دينا العديد من الورشات الحوارية مع أشخاص صُم للاستماع إلى حكايات مشابه لتفاصيل الفيلم. واختارت المخرجة فتاة تعاني من الصُم لتمثيل الدور، وعملت على تدربيها للعب الكاراتيه بعد اكتشافها أن هناك فصل بين اللاعبين في الكاراتيه من الصُم وغيرهم من الأشخاص العاديين.